# Convenzione di Ginevra del 1906
La  Convenzione per il miglioramento della sorte dei feriti e malati negli eserciti di campagna fu firmata a Ginevra il 6 luglio 1906. Fu poi abrogata dalla Convenzione del 1929.
La  convenzione ha come oggetto soldati e simili feriti o infermi delle forze armate di terra, personale sanitario e religioso.